# Тилопа
Тилопа (пракрит; санскрит: Талика или Тилопада) (988 – 1069) е роден в Чативаво (Читтагонг) или в Бенгал, Джагора в Индия.
Той е практикуващ тантрик и махасидха. Той създава махамудра метода (тибетски: phyag rgya chen po), който се състои от духовни практики, които многократно ускоряват процеса на постигане на бодхи (просветление). Той е почитан като човешкия създател на Кагю линията на тибетския будизъм.

## Живот
Тилопа е роден в браминската (свещеническа) каста – според някои източници, в едно кралско семейство, но той приема монашеския живот при получаване на заповед от една дакини (женски буда аспект, чиято дейност е да вдъхнови практикуващите). Тя му казва да приеме да живее като просяк и скитник. От самото начало, тя изяснява на Тилопа, че истинските му родители не са хората, които са го отгледали, но вместо това са изначалната мъдрост и универсалната празнота. Посъветван от дакини, Тилопа постепенно приема живота на монах, приемайки монашески обет и става ерудиран учен. Честите посещения на неговия дакини учител продължават да насочват Тилопа по духовния път и да ускорят неговото израстване и развитие до просветлението.
Той започва да пътува из цяла Индия, получавайки учения от много учители:
- от Саряпа научава йогата на вътрешната топлина (санскрит: кандали, тибетски: туммо, вътрешна топлина);
- от Нагарджуна той получава ученията за сияйната светлина (санскрит: прабхасвара) и илюзорното тяло (санскрит: мая деха, тибетски: гюлу) (виж Чакрасамвара тантра), Лагусамвара тантра, или Херука Абхидарма);
- от Лавапа получава йогата на съня;
- от Сукхасидхи получава ученията върху живота, смъртта и бардо (състояния между живота и смъртта, както и пренасяне на съзнанието) (пхоуа);
- от Индрабхути научава вътрешното виждане (праджня);
- и от Матанги получава способността за възобновяване на мъртво тяло.

По време на медитация, той получава видение от Буда Ваджрадхара и според легендата, целостта на махамудра е предадена директно от Тилопа. След като получи предаването, Тилопа започнал да странства и преподава. Той е посочил Наропа, най-важната му ученик, като негов наследник.
Върховният Лама на Калмикия, Шаджин Лама – 12-ия Тело Тулку Ринпоче е еманация на Тилопа. На шестгодишна възраст той е признат от 14-ия Далай Лама*.

## Учение

### Шест думи за съвет
Тилопа дава на Наропа учението Шест думи за съвет, но не е запазен оригиналния текст от санскрит или бенгалск, но е достигнал до нас в превод на тибетски език. В Тибет, това учение се нарича гнад кий гзер друг – буквално „шест нокти на ключови точки“.
|   | Първи кратък, литературин превод | Втори кратък, обяснителен превод           | Тибетски език (Уайли транслитерация) |
| - | -------------------------------- | ------------------------------------------ | ------------------------------------ |
| 1 | Не зови                          | Пусни това, което е минало                 | ми мно                               |
| 2 | Не си представяй                 | Пусни това, което идва                     | ми бсам                              |
| 3 | Не мисли                         | Пусни това, което се случва сега           | ми шес                               |
| 4 | Не проучвай                      | Не се опитвай да разбереш нещо извън       | ми дпиод                             |
| 5 | Не контролирай                   | Не се опитвай да направиш нещо да се случи | ми сгом                              |
| 6 | Почивай                          | Отпусни се, точно сега, и почивай          | ранг сар бзхаг                       |

### Инструкции Махамудра
Тилопа също така дава махамудра инструкция на Наропа с помощта на песента, известна като „Ганг Махамудра“, и ето една строфа, която гласи:
Глупакът в своето невежество презира Махамудра,
Не знае нищо, освен борбата в потопа на самсара.
Имай състрадание към тези, които страдат от постоянна тревожност!
Болни от безмилостна болка и желаейки освобождаване, те се придържат към капитана,
Защото, когато неговата благословия докосне сърцето ти, умът е освободен.

## Удоволствие и привързаност
На Тилопа се приписва изречението: „Проблемът не е в наслажденията, а в привързаността“.